# Serra del Convent
La Serra del Convent és una serra situada al municipi d'Os de Balaguer a la comarca de la Noguera, amb una elevació màxima de 807 metres.